# Mourir auprès de mon amour
Pour les articles homonymes, voir Because (homonymie).
Singles de Demis Roussos
Kyrila (en)
(1976) Ainsi soit-il
(1977)
Mourir auprès de mon amour est une chanson du chanteur grec Demis Roussos, parue sur son premier album francophone Ainsi soit-il. Elle est sortie en single en 1977 chez Philips Records. C'est l'adaptation en français de sa chanson Because, sortie en single et parue la même année sur l'album The Demis Roussos Magic.
C'est l'un des plus grands succès de Demis Roussos en France, le single a été certifié disque d'or pour plus de 500 000 exemplaires écoulés.

## Contexte
La chanson est écrite en anglais sous le titre Because par Alec R. Costandinos et Vangelis, ce dernier a également réalisé l'enregistrement et sort en 1977. Demis Roussos sort la même année l'adaptation en français de la chanson, Mourir auprès de mon amour, sur des paroles de Patrick Loiseau.
Outre ses versions en français et en anglais, la chanson est également enregistrée par Demis Roussos en espagnol sous le titre Morir al lado de mi amor et figure sur l'album Demis Roussos en castellaño de 1978. Cette version rencontre le succès dans les pays hispanophones.

## Accueil commercial
Mourir auprès de mon amour atteint notamment la première place des ventes au Québec et en France,, où elle est également certifiée disque d'or par le Syndicat national de l’édition phonographique et audiovisuelle pour plus de 500 000 disques vendus.

## Liste des titres
| A. | Mourir auprès de mon amour | 4:18 |
| B. | I Dig You                  | 4:06 |

| A. | Because       | 4:10 |
| B. | Maybe Someday | 3:17 |

| A. | Morir al lado de mi amor | 4:18 |
| B. | I Dig You                | 4:06 |

## Classements et certifications
| Classement (1977–78)                           | Meilleure position |
| ---------------------------------------------- | ------------------ |
| Argentine (Billboard) Morir al lado de mi amor | 1                  |
| Belgique (Flandre Ultratop 50 Singles)         | 26                 |
| Belgique (Wallonie Ultratop 50 Singles)        | 2                  |
| Chili (Billboard) Morir al lado de mi amor     | 9                  |
| Espagne (El Musical) Morir al lado de mi amor  | 4                  |
| Europe (Europarade)                            | 22                 |
| France (IFOP)                                  | 1                  |
| Québec (Palmarès francophone)                  | 1                  |
| Royaume-Uni (UK Singles Chart) Because         | 39                 |

| Classement (1977) | Position |
| ----------------- | -------- |
| France (SNEP)     | 16       |

### Certification
| Pays                           | Certification | Ventes certifiées |
| ------------------------------ | ------------- | ----------------- |
| France (SNEP)                  | Or            | 500 000*          |
| *Ventes selon la certification |               |                   |